# Dialekt wschodniobośniacki

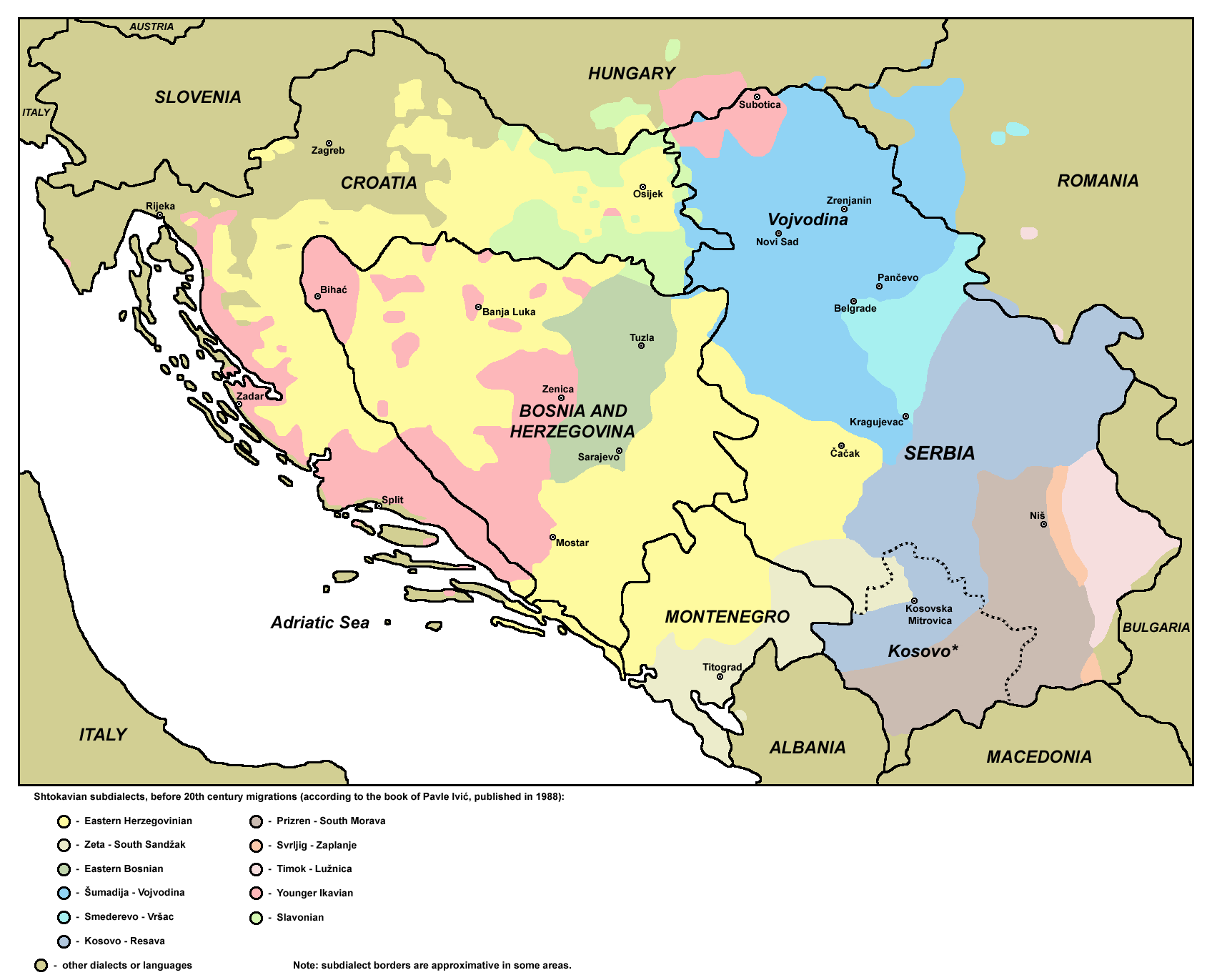
Dialekty sztokawskie, w tym dialekt bośniacki (ciemnozielony)

Dialekt wschodniobośniacki, gwary wschodniej Bośni (serb.-chorw. istočnobosanski dijalekt, srednjobosanski dijalekt) – dialekt sztokawski należący do grupy starosztokawskich, używany przez Chorwatów i Muzułmanów zamieszkujących obszar Bośni pomiędzy Fojnicą, Kreszewem, Sarajewem i Tuzlą.
Klasyfikacja tego dialektu jest sporna, gdyż bywa uznawany zarówno za odrębny dialekt, jak i za ugrupowanie gwar (poddialekt) dialektu wschodniohercegowińskiego, choć pierwotnie odrębne. Niektóre cechy fonetyczne nawiązują także do dialektów czakawskich.

## Cechy językowe
Dialekt wschodniobośniacki wyróżnia się takimi cechami fonetycznymi, jak:
- zasadniczo rozwój *ě (jać) do dyftongicznego ie, np. diete, bielo, choć z licznymi ekawizmami, np. letat, detelina, terat oraz ikawizmami, np. nedil’a, sinica, bižat, sikira[6],
- rozwinięcie wtórnego jacia z *i w pozycji przed *r, np. dijérat, mȉjer, vȍdijer, smijérati, kȍmpijēr, a także po r i l, np. kȍriēsno, cvijél’at[7],
- rozwój psł. *šč, *žǯ do šć i žđ, np. ògnīšće, gȕšćer wobec literackiego ògnjīšte, gȕštēr[2],
- zachowanie niecofniętego akcentu opadającego, np. djecôm, djevôjka[2],
- zachowanie iloczasu przed akcentem, np. vōjskê[2],
- ślady rozwoju *ď > j, np. meja ‘granica’, tuji ‘obcy’, przejścia ra > re, np. vrebac ‘wróbel’, wyjątkowo też rozwój sonantycznego *l̥ w uo, np. žuoč < psł. *žĺ̥čь ‘żółć’ wobec literackiego žuč[8],
- w wielu gwarach brak wtórnej jotacji w formach typu dojdem~dojem, netjak, rodjak, prutje, kravje, tupji[7],
- uproszczenia grup spółgłoskowych dn, dń, dm, np. jena, zańi, oma(χ) lub geminacja, np. zajenno, ponne[7].

Spośród cech morfologicznych należy wymienić:
- narzędnik liczby pojedynczej rzeczowników żeńskich zakończonych na spółgłoskę o końcówce -im, np. solim ‘solą’, krvim ‘krwią’[9],
- w mianowniku liczby mnogiej częste formy na -ovi, nawet po spółgłosce palatalnej, np. mišovi, danovi, mjesecevi~mjesecovi[9],
- sporadyczny dopełniacz liczby mnogiej z końcówką zerową, np. kilu krušak, pet (χ)il’ad[9],
- zachowana jest odmiana przymiotników określonych i nieokreślonych, np. zdrava insana, mrtvu insanu, u Matićevu dolu[9],
- aoryst jest żywą kategorią, przy czym często używana jest forma 3. os. l. poj. w funkcji 1. os., np. ja ode[9],
- imperfekt w zasadzie zanikł[9],

W leksyce bardzo liczne są orientalizmy, oprócz tego występuje wiele italianizmów i germanizmów (dawne w terminologii górniczej, ale też nowsze).